# Podilske, Jmerînka
Podilske (în ucraineană Подільське) este un sat în comuna Leleakî din raionul Jmerînka, regiunea Vinnița, Ucraina.

## Demografie
Componența lingvistică a localității Podilske
     Ucraineană (98,5%)
     Rusă (1,5%)
Conform recensământului din 2001, majoritatea populației localității Podilske era vorbitoare de ucraineană (98,5%), existând în minoritate și vorbitori de rusă (1,5%).